# Squadron 42
Squadron 42 est un jeu vidéo solo de simulation spatiale et de science-fiction en cours de développement, édité et développé par Cloud Imperium Games (CIG).
Il s'agit d'un jeu solo scénarisé se déroulant dans l'univers fictif de Star Citizen. Il est décrit par les développeurs comme un successeur spirituel de la série de jeux vidéos Wing Commander,, Starlancer et reprend des éléments du genre space opera.
Les mécaniques de jeu s'axent principalement autour de phases de combat spatial, d'éléments de tir à la première personne et de phases de dialogue, tandis qu'un mode multijoueur coopératif optionnel permettra de jouer à plusieurs. Squadron 42 sera divisé en 28 chapitres, offrant environ 20 heures de jeu au total (objectifs et missions secondaires exclus) et devrait s'inscrire dans une trilogie. Squadron 42 se veut être une expérience presque cinématographique, ce qui justifie la présence d'un casting important : Mark Hamill (Star Wars), Gillian Anderson (The X-Files), Gary Oldman (Harry Potter, Les Heures sombres), John Rhys-Davies (Le Seigneur des anneaux), Henry Cavill (Man of Steel), Liam Cunningham (Game of Thrones), Rhona Mitra (Doomsday, Underworld 3), Mark Strong (Kingsman) et Andy Serkis (Le Seigneur des Anneaux, Star Wars). Les actions des joueurs dans Squadron 42 auront des conséquences sur leur statut dans l'univers persistant de Star Citizen.

## Trame

### Univers
Squadron 42 se déroule dans l'univers du jeu vidéo Star Citizen. Il s'agit d'un jeu de type space opera se déroulant dans notre monde, 930 ans dans le futur, où l'homme a colonisé une partie de la Galaxie et s'est établi sur une cinquantaine de planètes. L'humanité est sous l'égide d'un gouvernement central démocratique appelé Empire uni de la Terre (en anglais United Empire of Earth abrégé UEE) d'inspiration libérale et capitaliste. Les hommes cohabitent avec plusieurs espèces extraterrestres intelligentes ayant elles aussi colonisé une partie de la Galaxie. 
L'Empire uni de la Terre se trouve dans une situation difficile et est confronté à plusieurs problèmes, dont le plus grave est la guerre contre l'espèce extraterrestre belliqueuse des Vanduuls. Celle-ci dure depuis plus de 250 ans (avec une intensité variable) et a vu les Vanduuls enchaîner victoire sur victoire, contraignant l'humanité à reculer sans cesse en abandonnant certains de ses territoires. Un autre problème auquel est confronté l'UEE est la criminalité intense au sein même de son territoire, qui met en péril les activités économiques de l'empire. Celle-ci est due à l'abandon de certains systèmes planétaires par manque d'intérêt économique, leur permettant ainsi de devenir des zones de non-droit et donc de véritables refuges pour criminels en tout genre. Enfin, l'UEE doit affronter des tensions d'ordre politique. Des scandales de corruptions sapent la confiance de la population envers le Gouvernement, déjà endommagée par l'incapacité de celui-ci à assurer l'ordre face aux criminels. L'économie est mise à mal par l'effort de guerre. La guerre contre les Vanduuls contribue à la montée de la xénophobie et alimente les tensions avec les autres espèces extraterrestres. Enfin, des dissensions politiques internes profondes existent, alors que certaines planètes voient germer mouvements indépendantistes et milices locales. Ce contexte mène à une militarisation de l'espace public, permettant ainsi aux civils de s'armer et d'accéder à des technologies militaires avancées.
L'univers de Star Citizen et de Squadron 42 se veut réaliste, dans le sens où il essaye d'imaginer un futur plausible. Néanmoins, afin de fournir une expérience ludique satisfaisante, il présente quelques particularités. Ainsi, il ne comporte pas d'intelligence artificielle ou de robots évolués, leurs capacités étant plus ou moins équivalentes aux robots et ordinateurs du XXIe siècle. En effet, on pourrait penser que dans le futur où se déroule Squadron 42, une grande partie des forces armées seraient automatisées, de même que la plupart des métiers, ce qui ne présenterait alors qu'une expérience ludique limitée pour le joueur.

### Personnages
- Amiral Ernst Bishop : Gary Oldman [7]
- Lieutenant-commandant Steve « Old Man » Colton : Mark Hamill
- Capitaine Thomas Wade : Mark Strong
- Randall Graves : John Rhys-Davies
- Capitaine Noah White : Liam Cunningham
- Capitaine Rachel MacLaren : Gillian Anderson
- Thul'Oqquray : Andy Serkis
- Cal Mason : Jack Huston
- Cara « Web » Webster : Sophie Wu
- Julian Wexler : Ben Mendelsohn
- Ian Duncan (Personnage du joueur)
- Ryan Enright : Henry Cavill.

### Scénario
Le scénario interactif est centré sur une unité militaire d'élite (l'escadron 42) et plus généralement sur l'armée de l'UEE. Le joueur incarne un pilote de chasse de la Marine de l'UEE basé sur le vaisseau capital UEES Stanton. L'intrigue se déroule dans le système stellaire Odin, dans un contexte de criminalité élevée et de guerre contre les extraterrestres Vanduuls, et devraient s'étendre sur 28 chapitres. À ce jour, le jeu étant toujours en développement, très peu de détails du scénario sont connus.

## Système de jeu
Les mécaniques de jeu s'axent principalement sur des phases de combat spatial, d'éléments de tir à la première personne ainsi que de phases de dialogue. Un mode multijoueur coopératif optionnel est également prévu[réf. nécessaire].

## Développement
Lors de l'annonce de Star Citizen et du lancement de son financement participatif en 2012, la sortie de Squadron 42, qui ne devait alors qu'être une simple et courte campagne solo intégrée à Star Citizen, était initialement prévue pour 2014. Cependant, le succès du financement incita le studio mené par Chris Roberts à revoir ses ambitions à la hausse , faisant de Squadron 42 un véritable jeu à part et non plus une simple campagne solo de Star Citizen. Une nouvelle date de sortie pour 2016 fut alors annoncée. Toutefois, avec le développement de la technologie de génération procédurale des planètes qui apporta des possibilités jusqu'alors insoupçonnées, il fut décidé de réécrire entièrement le scénario et de refaire les niveaux afin de profiter de cette technologie. Jusqu'à janvier 2019, aucune date de sortie de Squadron 42 ne fut communiquée. En janvier 2019, le studio CIG communiqua une feuille de route ( roadmap) qui indiquait une sortie en Beta fermée pour mi-2020. Cette dernière fut par la suite décalée de 3 mois supplémentaires.
En décembre 2018, Cloud Imperium Games (abrégé CIG), le studio de développement de Squadron 42, reçoit un investissement d'environ 46 millions de dollars de l'homme d'affaires Clive Calder et de son fils Keith. Cette levée de fonds est réalisée en échange d'une participation de 10% dans le capital de la société. Chris Roberts, qui continue d'être l'actionnaire majoritaire et donc le directeur général de l'entreprise, indique que cette décision a été prise afin de financer le développement et la campagne publicitaire Squadron 42. De plus, il a également souligné que cet investissement s'inscrit dans la stratégie d'indépendance vis-à-vis des acteurs traditionnels du secteur du jeu vidéo.
Par ailleurs, Squadron 42 est développé en parallèle de Star Citizen sur les mêmes fonds propres de l'entreprise CIG, qui proviennent essentiellement du financement participatif.
Le 18 mai 2022, dans une lettre adressée aux joueurs écrite par le dirigeant du studio Chris Roberts, ce dernier annonce que les prochaines communications autour de Squadron 42 seront le signe que la campagne de marketing autour de la sortie du jeu aura commencé, et donc que sa sortie sera proche.
Le 22 octobre 2023, à l'occasion de la Citizencon, Chris Roberts annonce que tous les éléments de Squadron 42 sont maintenant terminés et que le jeu entre dans sa phase de débug et de finition.
Lors de la Citizencon de 2024, le jeu a été annoncé pour 2026, sans préciser durant quel mois.